# اتنهاوزن ان در زوهل
اتنهاوزن ان در زوهل (به آلمانی: Ettenhausen an der Suhl) یک شهر در آلمان است که در تورینگن واقع شده‌است. اتنهاوزن ان در زوهل ۴۸۵ نفر جمعیت دارد.